# Phaneroptera cretacea
Phaneroptera cretacea är en insektsart som beskrevs av Boris Petrovich Uvarov 1929. Phaneroptera cretacea ingår i släktet Phaneroptera och familjen vårtbitare. Inga underarter finns listade i Catalogue of Life.